# Xylophagus ater
Xylophagus ater är en tvåvingeart som beskrevs av Johann Wilhelm Meigen 1804. Xylophagus ater ingår i släktet Xylophagus och familjen vedflugor. Arten är reproducerande i Sverige. Inga underarter finns listade i Catalogue of Life.

## Bildgalleri

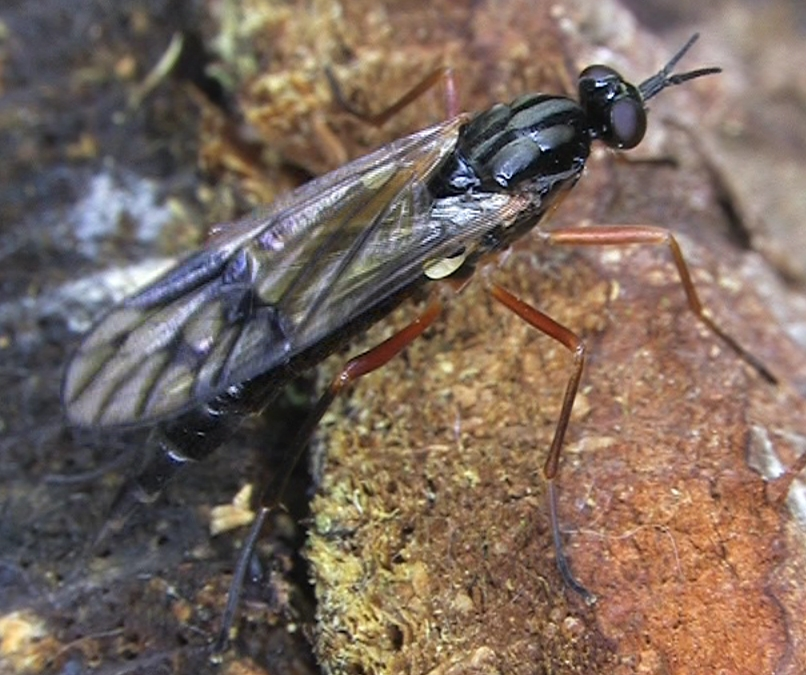